# 愛知県道・岐阜県道27号春日井各務原線
愛知県道・岐阜県道27号春日井各務原線（あいちけんどう・ぎふけんどう27ごう かすがいかかみがはらせん）は、愛知県春日井市から岐阜県各務原市に至る主要地方道（愛知県道・岐阜県道）。

## 概要
後述するようにかつての国道41号の一部であり、木曽川を渡る犬山橋が県境である。愛知県小牧市、春日井市ではバイパス線が建設中であり、一部は供用されている。

### 路線データ
- 起点：愛知県春日井市味美上ノ町（愛知県道62号春日井稲沢線、愛知県道102号名古屋犬山線交点）
- 終点：岐阜県各務原市鵜沼東町（岐阜県道207号各務原美濃加茂線交点）

## 歴史
1976年（昭和51年）3月31日までは国道41号の一部であった。前年の名濃バイパス全通に伴い、国道指定を解除された。

### 年表
- 1993年（平成5年）5月11日 - 建設省（現・国土交通省）から、一般県道各務原犬山線・主要県道多治見犬山線の一部・一般県道名古屋犬山線の一部・一般県道明知小牧線の一部・一般県道本庄花長線の一部が春日井各務原線として主要地方道に指定される[1]。
- 1994年（平成6年）4月1日：それまでの岐阜県道・愛知県道101号各務原犬山線を区間延長・改称のうえ両県が認定。

## 路線状況
岐阜県各務原市の鵜沼駅西方にあたるJR高山本線及び名鉄各務原線との踏切では、慢性的な渋滞が発生しており、この踏切を避けてツインブリッジ北側の木曽川沿いの道で西方に避けるか、またはツインブリッジの下流のライン大橋を経由するかして、別の踏切を渡って、国道21号まで迂回する通行も多い。

### 別名
- 木曽街道（春日井市、小牧市、犬山市）
- 上街道（春日井市、小牧市、犬山市）
- 新鵜沼駅前通り（各務原市）
- 旧国道41号（春日井市、小牧市、犬山市、各務原市）

### 重複区間
- 愛知県道102号名古屋犬山線（木曽街道）（愛知県春日井市味美上ノ町・味美上ノ町交差点 - 愛知県春日井市春日井町黒鉾・春日井町交差点）
- 愛知県道25号春日井一宮線（愛知県春日井市町屋町・町屋町交差点 - 愛知県春日井市田楽町字北植田・田楽町交差点）
- 国道155号（愛知県春日井市上田楽町・田楽グランド北交差点 - 愛知県小牧市下末・下末西交差点）
- 国道155号（小牧一宮バイパス、北尾張中央道）（愛知県小牧市上末・上末交差点 - 愛知県小牧市上末・上末西交差点）
- 愛知県道16号多治見犬山線（愛知県犬山市羽黒 - 犬山市五郎丸（国道41号：名濃バイパス）
- 愛知県道102号名古屋犬山線（愛知県小牧市久保新町・久保新町交差点 - 愛知県犬山市羽黒摺墨・羽黒交差点）

### 道路施設

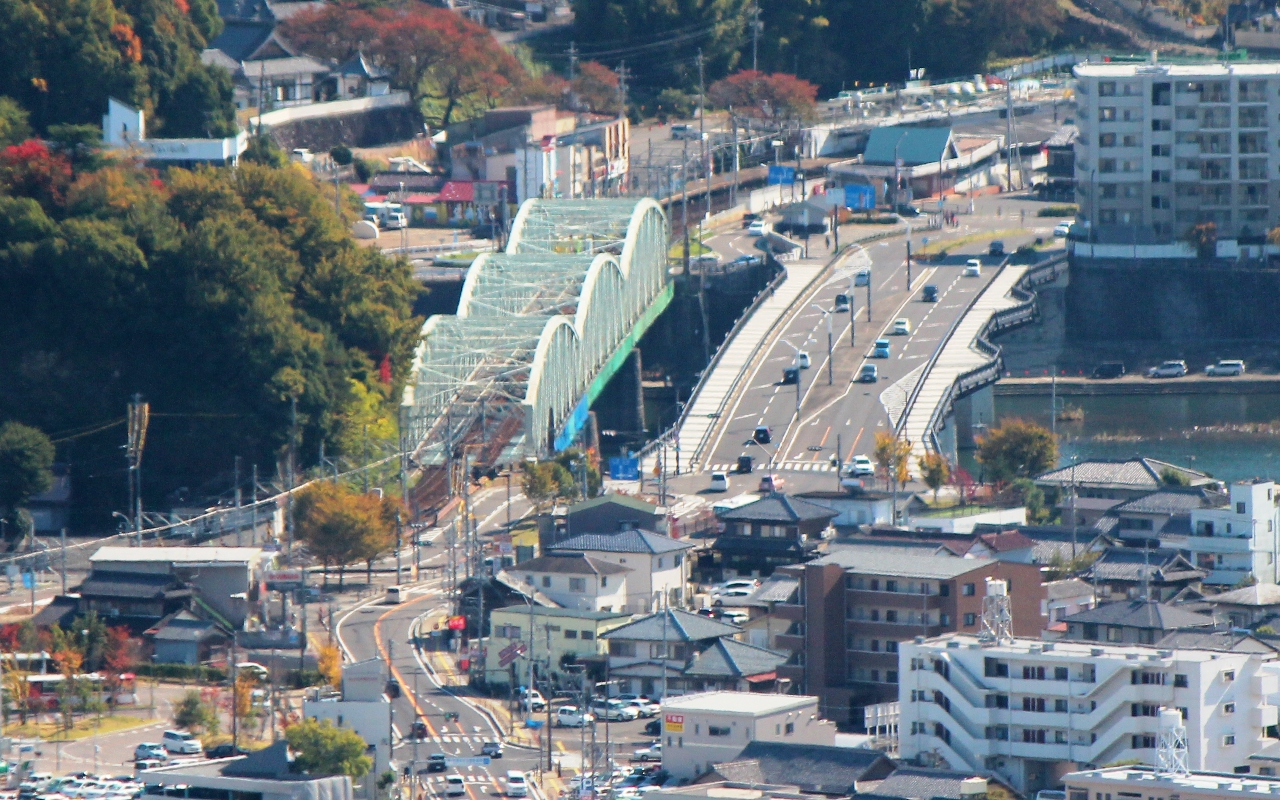
北側の八木山から望む犬山橋（愛称が「ツインブリッジ」、左側は名鉄犬山線）

犬山橋（木曽川）
愛称「ツインブリッジ」。かつては、名鉄犬山線の線路が道路の中央を通る鉄道道路併用橋（路面電車と同様の通行）で、電車の通行が車の通行の妨げになり、車の渋滞が電車の通行の妨げにもなることも多かったが、2000年（平成12年）3月28日に犬山橋のすぐ下流に道路専用の「ツインブリッジ」が開通し、この変則通行は解消された。旧橋は、名鉄電車専用の鉄橋に改修された。

## 地理

### 通過する自治体
- 愛知県
  - 春日井市
  - 小牧市
  - 犬山市
- 岐阜県
  - 各務原市

### 交差する道路

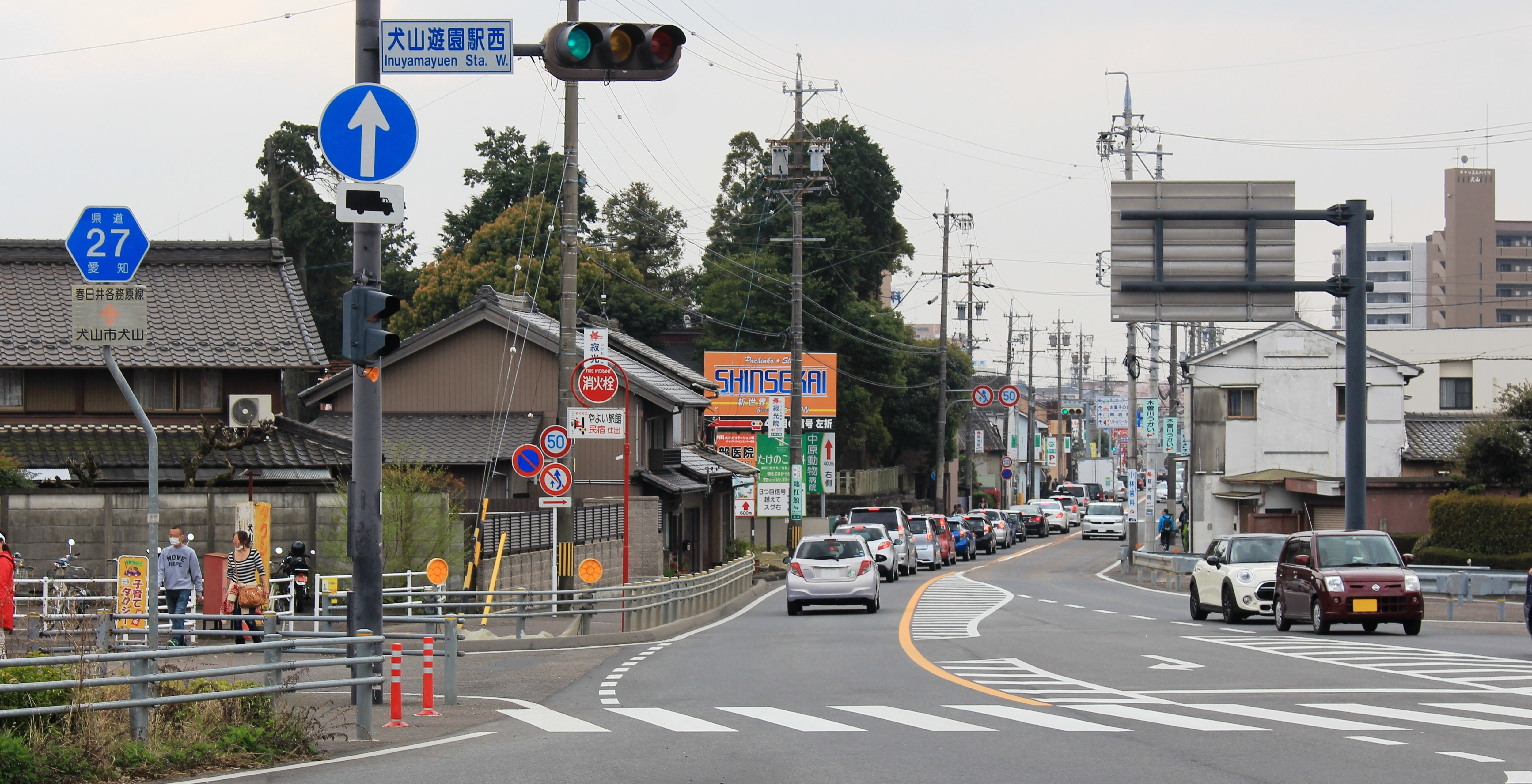
犬山遊園駅西交差点、愛知県犬山市

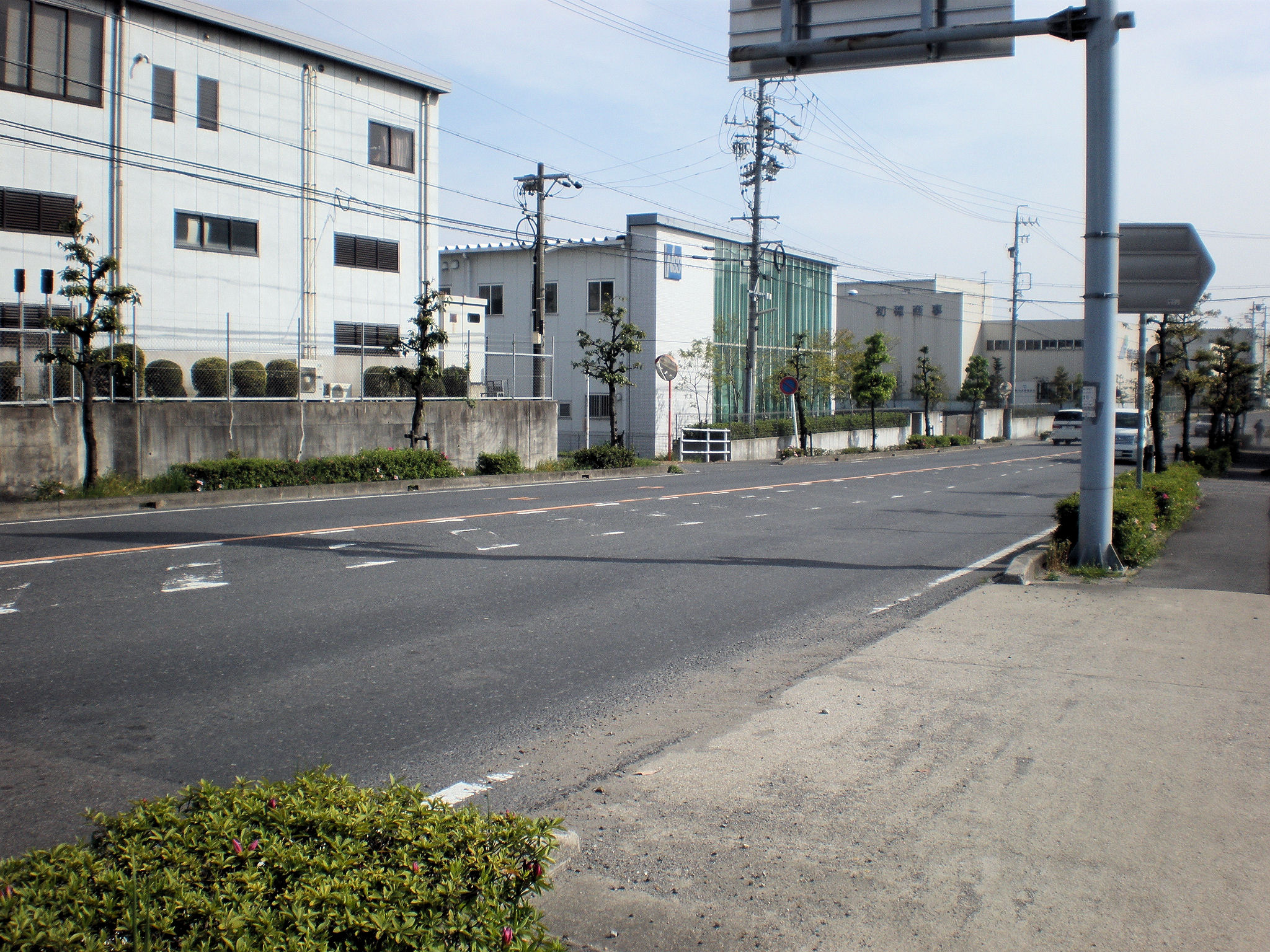
小牧市下末

- 愛知県道62号春日井稲沢線・愛知県道102号名古屋犬山線（愛知県春日井市味美上ノ町・味美上ノ町交差点、起点）
- 愛知県道102号名古屋犬山線（木曽街道）（愛知県春日井市春日井町黒鉾・春日井町交差点）
- 愛知県道201号南外山勝川停車場線（愛知県春日井市宮町宮町・宮町交差点）
- 愛知県道25号春日井一宮線（愛知県春日井市町屋町・町屋町交差点）
- 愛知県道25号春日井一宮線（愛知県春日井市田楽町字北植田・田楽町交差点）
- 国道155号・愛知県道197号小牧春日井線（愛知県春日井市上田楽町・田楽グランド北交差点）
- 尾張広域緑道（春日井市上田楽町 - 小牧市上末地内）
- 国道155号・愛知県道199号高蔵寺小牧線（愛知県小牧市下末・下末西交差点）
- 国道155号（小牧一宮バイパス、北尾張中央道）（愛知県小牧市上末・上末交差点 - 愛知県小牧市上末・上末西交差点）
- 愛知県道178号明知小牧線（愛知県小牧市本庄・本庄交差点）
- 愛知県道102号名古屋犬山線・愛知県道179号宮後小牧線（愛知県小牧市久保新町・久保新町交差点）
- 愛知県道176号若宮江南線・愛知県道177号大県神社線（愛知県犬山市若宮・若宮交差点）
- 愛知県道188号善師野西北野線（愛知県犬山市西北野）
- 愛知県道194号斉藤羽黒線（愛知県犬山市羽黒新田下蝉屋・蝉屋交差点）
- 愛知県道16号多治見犬山線・愛知県道192号草井羽黒線（愛知県犬山市羽黒摺墨・羽黒交差点）
- 愛知県道191号長洞犬山線（愛知県犬山市五郎丸八龍・五郎丸南交差点）
- 国道41号（名濃バイパス：五郎丸インターチェンジ）（愛知県犬山市五郎丸下前田）
- 愛知県道64号一宮犬山線（愛知県犬山市犬山専正寺町・東専正寺交差点）
- 愛知県道183号浅井犬山線（巡見街道）・愛知県道187号犬山停車場線（愛知県犬山市犬山高見町・犬山駅西交差点）
- 愛知県道186号御嵩犬山線（愛知県犬山市犬山高見町）
- 愛知県道185号栗栖犬山線（愛知県犬山市犬山寺下・犬山遊園西交差点）
- 岐阜県道95号芋島鵜沼線（木曽川街道）（岐阜県各務原市鵜沼南町・犬山橋北交差点）
- 岐阜県道207号各務原美濃加茂線〔旧国道21号鵜沼バイパス〕（岐阜県各務原市鵜沼東町・鵜沼東町交差点、終点）

### 沿線にある施設など
- 名古屋飛行場
- 愛知県立春日井西高等学校
- 小牧市総合運動場
- 名鉄小牧線 味岡駅・田県神社前駅・楽田駅・羽黒駅
- 犬山中央病院
- 犬山警察署
- 犬山市役所
- 名鉄犬山線 犬山駅・犬山遊園駅
- 日本モンキーパーク
- 犬山成田山
- 犬山城
- 犬山鵜飼（鵜飼い）
- 日本ライン（ライン下り）
- 鵜沼城
- 名鉄各務原線 新鵜沼駅
- JR高山本線 鵜沼駅